# 折枝天门冬
折枝天门冬（学名：Asparagus angulofractus）为天门冬科天门冬属的植物。分布在俄罗斯以及中国大陆的新疆等地，生长于海拔1,350米至2,000米的地区，见于沙质土上，目前尚未由人工引种栽培。